# Gérard Le Cam
Pour les articles homonymes, voir Le Cam.
Gérard Le Cam est un homme politique français né le 24 février 1954 à Plussulien (Côtes-d'Armor). Membre du Parti communiste français, il est maire de Plénée-Jugon de 2008 à 2020 et sénateur des Côtes-d'Armor de 1998 à 2014.

## Biographie
Fils d'agriculteurs, il entre à l'École normale d'instituteurs de Saint-Brieuc et devient professeur de technologie à Plénée-Jugon à partir de 1981. Élu adjoint au maire de cette commune en 1983, il devient vice-président de la Communauté de communes Arguenon - Hunaudaye en 1995.
Le 27 septembre 1998, il est élu sénateur des Côtes-d'Armor. Devenu maire de Plénée-Jugon à la suite des municipales de mars 2008, il est réélu au Sénat le 21 septembre 2008 et est vice-président de la commission des affaires économiques.
Après avoir envisagé de présenter sa liste lors des élections sénatoriales de septembre 2014, tout en affirmant la « disponibilité de son parti en faveur de l'émergence d'un large rassemblement à gauche », il renonce au profit d'une liste d'union socialiste-communiste avec une deuxième place réservée à l'une des membres de son parti, Christine Prunaud, ainsi qu'il l'avait souhaité.
Il siège également au comité, au bureau fédéral et à la commission nationale environnement du Parti communiste français.
Gérard Le Cam est marié et père de deux enfants.

## Détails des mandats

### Mandats nationaux
- Sénateur des Côtes-d'Armor de 1998 à 2014
- Secrétaire du Sénat de 2011 à 2014

### Mandats locaux
- Membre de l'Office parlementaire d'évaluation des choix scientifiques et technologiques
- Vice-président de la Communauté de communes Arguenon - Hunaudaye (1995-2008)
- Conseiller de la Communauté de communes Arguenon - Hunaudaye
- Maire de Plénée-Jugon de 2008 à 2020